# Хайдаров, Рашид Абдулхаевич
Рашид Абдулхаевич Хайдаров (1949, Андижан — 2014, Ташкент) — узбекский и советский физик, доктор технических наук, профессор.

## Научная деятельность
С 1985 года являлся бессменным заведующим отделом научного приборостроения Института Ядерной Физики Академии Наук Республики Узбекистан.
Им опубликовано три монографии, более 200 научных статей в реферируемых изданиях, имеет более 40 изобретений, под его руководством были защищены девять кандидатских диссертаций.
Рашид Хайдаров разработал множество методик и устройств очистки, обеззараживания и опреснения воды, в том числе им впервые предсказана возможность промышленной водоочистки методом прямого осмоса, получившей широкое применение в настоящее время.
Им также разработаны методики получения стабильных растворов наночастиц металлов и ряда нанокомпозитных материалов, внедренных в Узбекистане в сфере очистки воды и газовоздушных смесей.

## Основные научные работы
- Khaydarov, R.A. et al. (2009) "Electrochemical method of synthesis of silver nanoparticles", Journal of Nanoparticle Research, Vol. 11(5), pp. 1193-1200
- Khaydarov, R.A. et al. "Water purification from metal ions using carbon nanoparticle-conjugated polymer nanocomposites", Water Research  Vol. 44 (2010), pp. 1927-1933
- Khaydarov, R.A. et al. "A novel method of continuous fabrication of aqueous dispersions of silver nanoparticles", Int. J. Nanoparticles, №3, 2010, pp. 77-91
- Khaydarov, R.A. et al. "Solar Powered Direct Osmosis Desalination", Desalination 217 (2007) 225-232
- Khaydarov, R.A. et al. "Nano-photocatalysts for the destruction of chloro-organic compounds and bacteria in water", Journal of Colloid and Interface Science, Volume 406, 15 September 2013, Pages 105–110
- Khaydarov, R.A. et al. "Nanocarbon–polymer nanocomposites", International Journal of Nanoparticles, Volume 5, Number 1, 2012, Pages 88-98
- Khaydarov, R.A. et al. "Use of electrolytically generated silver, copper and gold for water disinfection" Journal of Water Supply RT-Aqua, 53, 2004, 567-572